# Skoddemédet
Skoddemédet är en bergstopp i Antarktis. Den ligger i Östantarktis. Norge gör anspråk på området. Toppen på Skoddemédet är 2 389 meter över havet, eller 20 meter över den omgivande terrängen. Bredden vid basen är 0,19 km.
Terrängen runt Skoddemédet är platt västerut, men österut är den kuperad. Trakten är inte befolkad. Närmaste tidigare befolkade plats är Borga forskningsstation, 14,1 kilometer söder om Skoddemédet.